# Samus Aran
Samus Aran (サムス・アラン, Samusu Aran) é uma personagem fictícia e protagonista dos jogos da série Metroid desenvolvida pela Nintendo. Ela fez sua primeira aparição no jogo Metroid em 1986. Samus é uma ex-soldado da Federação Galáctica que tornou-se uma caçadora de recompensas, geralmente utiliza uma armadura que é equipado com armas de energia direcionada e mísseis. Ao longo da série, ela executa missões dadas a ela pela Federação Galáctica e pelos Chozo, enquanto caça diversos tipos de criaturas como os Piratas Espaciais e seu líder Ridley, junto com os organismos parasitas chamados de Metroids. 
A protagonista fez sua aparição em todos os jogos da franquia e também fora dela, incluindo na série Super Smash Bros. Samus é conhecida por ser uma das primeiras protagonistas femininas de um jogo eletrônico. Sua criação foi inspirada em outra personagem feminina, Ellen Ripley, personagem da franquia de filmes Alien.

## História
Samus Aran foi a única sobrevivente do Planeta K-2L quando os Space Pirates arrasaram o lugar, sendo criada, desde então, pela raça alienígena Chozo e enviada a um treinamento especial, onde com quatorze anos de idade ganhou a Power Suit (uma armadura de combate feita com base no esqueleto de um Chozo). Com o passar do tempo, Samus concluiu missões que eram consideradas impossíveis, mas não terminou o treinamento da Galactic Federation e se tornou caçadora de recompensas. Sua primeira missão (Metroid, 1986, NES) era destruir as reservas de Metroids dos Space Pirates em Zebes, derrotando os líderes Kraid, Ridley e Mother Brain no processo. Depois acabou com os experimentos dos Piratas envolvendo a substância mutagênica Phazon (Metroid Prime, 2002, Game Cube), buscou soldados da Federação perdidos no Planeta Aether e salvou os nativos de invasores de uma dimensão paralela (Metroid Prime 2: Echoes, 2004, Game Cube), investigou uma energia misteriosa no sistema Alymbic, enfrentando 6 caçadores concorrentes ao mesmo tempo (Metroid Prime: Hunters, 2004, Nintendo DS), e ainda lutou contra mais Space Pirates (Metroid Prime 3: Corruption, 2007, Wii). Em seguida (Metroid II: Return of Samus, 1991, Game Boy) a Federação Galática pediu para Samus exterminar os Metroids em seu planeta natal (SR388), matando todos menos um, que foi entregue para os cientistas da Federação. Porém Ridley sequestrou-o, e Samus o seguiu até Zebes, onde começa sua nova aventura (Super Metroid, 1994, SNES) em busca do suposto último Metroid. E por fim, Samus ainda retorna ao SR388 anos depois e luta contra seu próprio clone devido a parasitas X nativos do planeta (Metroid Fusion, 2002, Game Boy Advance).
Em Metroid: Zero Mission, Samus fica na forma Zero Suit Samus ou Samus com Armadura Zero, e usa uma pistola a laser que pode se transformar em um chicote a laser quando necessário. Zero Suit Samus ou Samus com Armadura Zero também aparece em Super Smash Bros. Brawl, após o Smash Final, Zero Laser, ou usando certos comandos nos controles do jogo, e em Super Smash Bros. for Nintendo 3DS e Wii U e em Super Smash Bros. Ultimate, como personagem própria.

## Jogos
- Metroid (1986 – NES)
- Metroid II: Return of Samus (1991 – Game Boy)
- Super Metroid (1994 – SNES)
- Super Smash Bros. (1999 – N64)
- Super Smash Bros. Melee (2001 – GameCube)
- Metroid Prime (2002 – GameCube)
- Metroid Fusion (2002 – Game Boy Advance) (Metroid Prime e Metroid Fusion foram lançados no mesmo dia)
- Metroid: Zero Mission (2004 – Game Boy Advance)
- Metroid Prime 2: Echoes (2004 – GameCube)
- Metroid Prime Pinball (2005 – Nintendo DS)
- Metroid Prime: Hunters (2006 – Nintendo DS)
- Metroid Prime 3: Corruption (2007 – Wii)
- Super Smash Bros. Brawl (2008 – Wii)
- Metroid Prime: Trilogy (2009 – Wii)
- Metroid: Other M (2010 – Wii)
- Super Smash Bros. Wii U/3DS (2014 - Wii U e Nintendo 3DS)
- Metroid Prime: Federation Force (2016 – Nintendo 3DS)
- Metroid: Samus Returns (2017 - Nintendo 3DS)
- Super Smash Bros. Ultimate (2018 - Nintendo Switch)
- Metroid Dread (2021 - Nintendo Switch)